# أري جوشوا زوكر
أري جوشوا زوكر (بالإنجليزية: Ari Joshua Zucker)‏ هو موسيقي وكاتب أغاني وعازف قيثارة أمريكي، ولد في 17 سبتمبر 1979.

## وصلات خارجية
- الموقع الرسمي